# Schmalspurbahnmuseum Wenecja

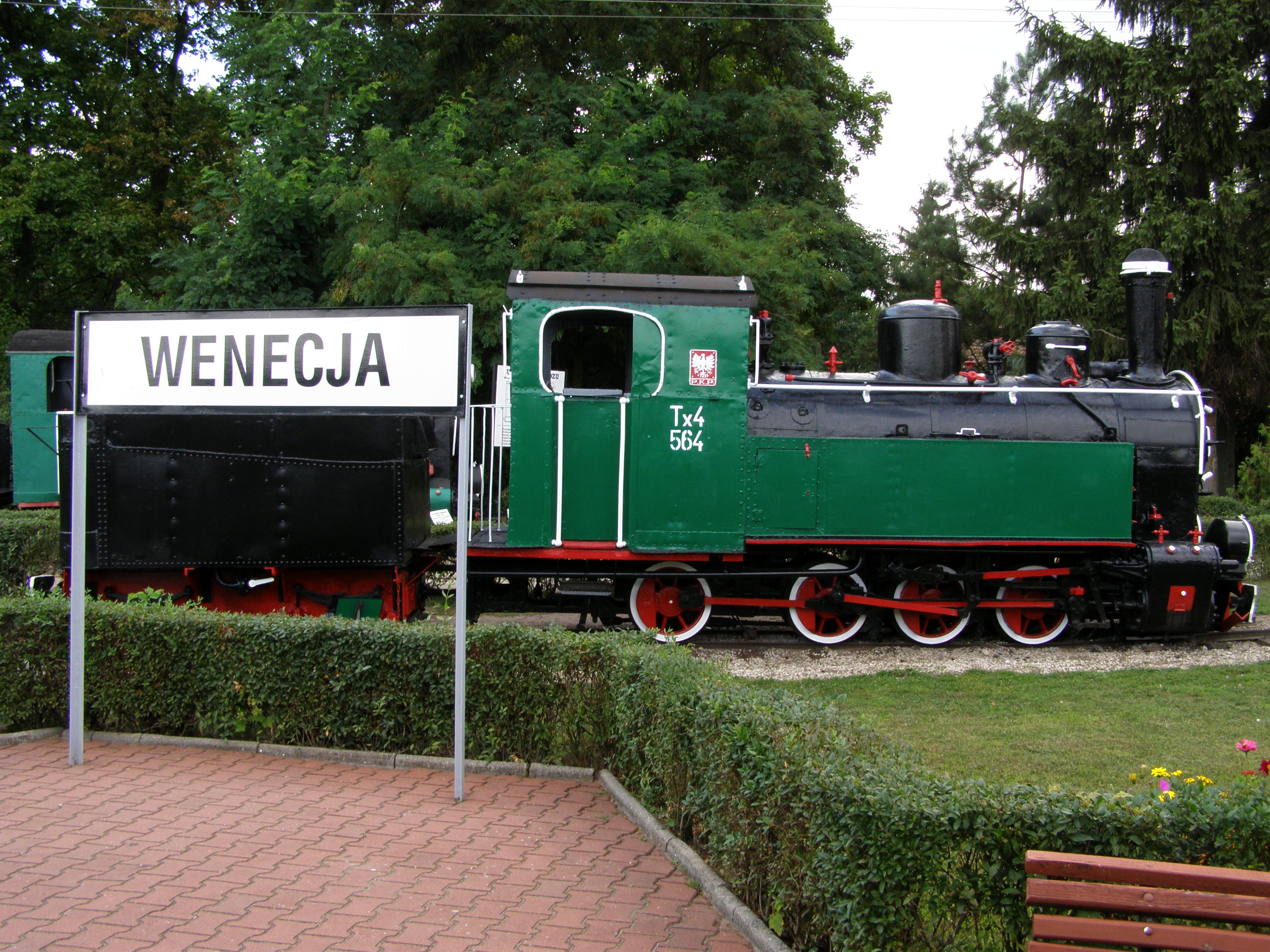
Tx4-564 im Schmalspurbahnmuseum Wenecja

Das Schmalspurbahnmuseum Wenecja (polnisch: Muzeum Kolejki Wąskotorowej Wenecja) ist ein polnisches Eisenbahnmuseum für 600-mm-Schmalspurbahnen in Wenecja bei Żnin an der Strecke der ehemaligen Zniner Kreisbahn. 
Das Museum wurde 1972 eröffnet. Das Museum für 600-mm-Schmalspurfahrzeuge in Wenecja ist eine Abteilung des danebenliegenden Muzeum Ziemi Pałuckiej (deutsch Museum der Region Pałuki).
Das Museum beherbergt zahlreiche Dampflokomotiven. Eine der ältesten wurde 1900 von Orenstein & Koppel in Berlin hergestellt. Interessant ist die Lokomotive Tx 1116 von Henschel & Sohn (Kassel, 1918) und die Tx4 564 von Hanomag (Hannover, Baujahr 1923).
Selten ist eine belgische Lokomotive mit der Achsfolge 2'C1' mit vierachsigem Schlepptender („Pacific“), die von Ateliers Métallurgiques de Nivelles hergestellt wurde. Sie besitzt Dampfbremsen. 
Ebenso sind Dampflokomotiven vorhanden, die vom ersten polnischen Eisenbahnhersteller in Chrzanów gebaut wurden.
Das Schmalspurbahnmuseum Wenecja liegt am Rand der Burgruine Wenecja, die im 14. Jahrhundert von Mikołaj Nałecz errichtet wurde. Es ist möglich, mit der Żnińska Kolej Powiatowa ab Żnin über Wenecja (Bahnhof beim Museum) nach Gąsawa zu fahren.